# Веласкес, Максимильяно
Максимилья́но Никола́с Вела́скес, также известный как просто Макси Веласкес (исп. Maximiliano Nicolás Velázquez; 22 сентября 1980, Консепсьон-дель-Уругвай, провинция Энтре-Риос) — аргентинский футболист, левый фланговый защитник (латераль). Известен по выступлениям за «Индепендьенте», в составе которого в 2010 году завоевал Южноамериканский кубок.

## Биография
Веласкес родился в 1980 году на границе с Уругваем в небольшом городе Консепсьон-дель-Уругвай. В 1998 году дебютировал в профессиональном футболе в составе клуба «Феррокарриль Оэсте», который на тот момент ещё выступал в Примере. После того, как в начале 2000-х «железнодорожники» вылетели из Примеры, Веласкес ещё два сезона выступал за них в низших дивизионах, и только в 2003 году перешёл в другой железнодорожный клуб, «Тальерес» из Кордовы. В Клаусуре 2004 года «Тальерес» занял третье место в турнирной таблице, однако согласно специальной таблице вылета по итогам трёх сезонов был вынужден покинуть элиту аргентинского футбола.
После вылета «Тальереса», Веласкес присоединился к «Ланусу», где стал одним из лидеров команды и помог ей в 2007 году выиграть первый чемпионский титул в Аргентине — Апертуру. В середине 2010 года Макси перешёл в «Индепендьенте», где сразу же стал обладателем Южноамериканского кубка. Однако дела в чемпионате Аргентины у «Красных» шли не так хорошо и отыграв за клуб из Авельянеды полтора года, Веласкес разорвал контракт и вернулся в стан «Гранатовых». Причём, в первом же матче после возвращения в «Ланус» Веласкес обыграл свой предыдущий клуб в гостях со счётом 2:0.
По состоянию на 2013 год Веласкес является капитаном «Лануса».

## Титулы
- Чемпион Аргентины (2): Ап. 2007, 2016
- Чемпион Примеры B Метрополитана (1): 2002/03
- Обладатель Южноамериканского кубка (2): 2010, 2013